# Woodbridge (New Jersey)
Woodbridge is een plaats (township) in de Amerikaanse staat New Jersey, en valt bestuurlijk gezien onder Middlesex County.

## Demografie
Bij de volkstelling in 2000 werd het aantal inwoners vastgesteld op 97.203.

## Geografie
Volgens het United States Census Bureau beslaat de plaats een oppervlakte van
62,7 km², waarvan 59,6 km² land en 3,1 km² water.
Woodbridge Township omvat verschillende gemeenschappen, waarvan enkele door de United States Census Bureau zijn aangemerkt als census-designated places, maar het zijn allemaal 'unincorporated area's ' en buurten binnen de Township, die samen de oppervlakte en bevolkingsaantal van Woodbridge Township vormen.
De plaatsen (buurten) die onder Woodbridge Township vallen:
- Avenel (bev. 17.552)
- Colonia (17.811)
- Fords (15.032)
- Hopelawn geen CDP
- Iselin (16,698)
- Keasbey geen CDP
- Menlo Park Terrace geen CDP
- Port Reading (3829)
- Sewaren (2780)
- Woodbridge, CDP (18.309)

## Plaatsen in de nabije omgeving
De onderstaande figuur toont nabijgelegen plaatsen in een straal van 4 km rond Woodbridge.